# Xaltianguis
Xaltianguis (del náhuatl: xalli, tianquiz o tianquiztli ‘arena, mercado o plaza’‘mercado de arena’) es una población mexicana del estado de Guerrero, perteneciente al municipio de Acapulco de Juárez. Se localiza a aproximadamente 50 km del puerto de Acapulco, cabecera municipal, sobre la Carretera Federal 95 (México-Acapulco).Xaltianguis cuenta actualmente con alrededor de 18,000 habitantes y su código postal es 39910

## Estructura social y económica

### Social
2071 habitantes de Xaltianguis tienen derecho a atención médica por el seguro social.

### Economía
En Xaltianguis hay un total de 1605 hogares.
De essos, 1573 viviendas, 242 tienen piso de tierra y unos 306 consisten de una sola habitación.
1324 de todas las viviendas tienen instalaciones sanitarias, 1488 son conectadas al servicio público, 1541 tienen acceso a la luz eléctrica.
La estructura económica permite a 145 viviendas tener una computadora, a 535 tener una lavadora y 1382 tienen una televisión.

### Historia del nombre de Xaltianguis
Su nombre es de origen náhuatl. Viene de xal o xalli, que significa arena, y tianguis, que quiere decir mercado, por lo que podría interpretarse como ⇒⇒“mercado de arena”⇐⇐. Inicialmente su nombre se escribía con “J”, sin embargo, la tradición popular fue imponiendo el uso de la “X”, letra con la que actualmente se conoce oficialmente el nombre de Xaltianguis. Fue en 1924 cuando se le distinguió con el rango de comisaría adscrita a Acapulco. Hacía 1940 se estableció en ella también la comisaría ejidal.

## Educación
Aparte de que hay 751 analfabetos de 15 y más años, 83 de los jóvenes entre 6 y 14 años no asisten a la escuela.
De la población a partir de los 15 años 779 no tienen ninguna escolaridad, 1395 tienen una escolaridad incompleta. 704 tienen una escolaridad básica y 1293 cuentan con una educación post-básica.
Un total de 608 de la generación de jóvenes entre 15 y 24 años de edad han asistido a la escuela, la mediana escolaridad entre la población es de 7 años.

## Medio de transporte local
En Xaltianguis el medio de transporte para ir de una colonia a otra son los mototaxis, esto surgió en el 2015 a la necesidad de trasladarse más rápido a otras colonias ya que Xaltiangus es una población muy grande donde las colonias se encuentran retiradas unas de otras. Además son una fuente más de empleo para la población. El sitio de mototaxis se encuentra a un costado de la Cancha Central de la comunidad.

## Demografía

### Población
De acuerdo a los resultados del II Conteo de Población y Vivienda realizado por el Instituto Nacional de Estadística y Geografía (INEGI) en 2005, la población de Xaltianguis contaba hasta ese año con un total de 6579 habitantes, de dicha cantidad, 3108 eran hombres y 3471 eran mujeres.
Los ciudadanos se dividen en 2838 menores de edad y 3741 adultos, de cuales 696 tienen más de 60 años.

### Habitantes indígenas
191 personas en Xaltianguis viven en hogares indígenas. 70 personas de 5 años en adelante hablan un idioma indígena. El número de los que solo hablan un idioma indígena pero no hablan mexicano es 0, y los que hablan también mexicano es 62.
| Gráfica de evolución demográfica de Xaltianguis entre 1930 y 2020 |
|                                                                   |
| [ 6 ] [ 7 ]                                                       |

## Metales
El cerro pelón y el cerro de la peineta en xaltianguis cuentan con grandes cantidades de metales, pero están aún no han sido aprovechadas como debería. Estos metales podrían ser los principales aportadores a al economía del poblado de Xaltianguis. Muchas personas no están de acuerdo con las empresas extranjeras sobre todo canadienses, pues en realidad lo que ofrecen para el pueblo por extraer el metal es muy poco, y pasara como siempre ha pasado, estas empresas vienen extraen todo y se van el problema empieza después cuando todo el ecosistema termina arruinado y los únicos que hacen negocio, siempre son las autoridades del pueblo.

## Clima
| Parámetros climáticos promedio de Xaltianguis | Parámetros climáticos promedio de Xaltianguis | Parámetros climáticos promedio de Xaltianguis | Parámetros climáticos promedio de Xaltianguis | Parámetros climáticos promedio de Xaltianguis | Parámetros climáticos promedio de Xaltianguis | Parámetros climáticos promedio de Xaltianguis | Parámetros climáticos promedio de Xaltianguis | Parámetros climáticos promedio de Xaltianguis | Parámetros climáticos promedio de Xaltianguis | Parámetros climáticos promedio de Xaltianguis | Parámetros climáticos promedio de Xaltianguis | Parámetros climáticos promedio de Xaltianguis | Parámetros climáticos promedio de Xaltianguis |
| Mes                                           | Ene.                                          | Feb.                                          | Mar.                                          | Abr.                                          | May.                                          | Jun.                                          | Jul.                                          | Ago.                                          | Sep.                                          | Oct.                                          | Nov.                                          | Dic.                                          | Anual                                         |
| --------------------------------------------- | --------------------------------------------- | --------------------------------------------- | --------------------------------------------- | --------------------------------------------- | --------------------------------------------- | --------------------------------------------- | --------------------------------------------- | --------------------------------------------- | --------------------------------------------- | --------------------------------------------- | --------------------------------------------- | --------------------------------------------- | --------------------------------------------- |
| Temp. máx. abs. (°C)                          | 37                                            | 36                                            | 38                                            | 38                                            | 39                                            | 39                                            | 38                                            | 38                                            | 34                                            | 35                                            | 36                                            | 36                                            | 39                                            |
| Temp. máx. media (°C)                         | 31.2                                          | 31.8                                          | 32.8                                          | 33.7                                          | 33.6                                          | 31.3                                          | 30.8                                          | 30.4                                          | 29.7                                          | 30.3                                          | 31.1                                          | 31.2                                          | 31.5                                          |
| Temp. media (°C)                              | 22.8                                          | 23.3                                          | 24.2                                          | 25.4                                          | 26.5                                          | 26.1                                          | 25.5                                          | 25.4                                          | 25                                            | 25                                            | 24.3                                          | 23.4                                          | 24.7                                          |
| Temp. mín. media (°C)                         | 14.5                                          | 14.7                                          | 15.6                                          | 17.1                                          | 19.3                                          | 20.9                                          | 20.3                                          | 20.3                                          | 20.3                                          | 19.6                                          | 17.6                                          | 15.6                                          | 18                                            |
| Temp. mín. abs. (°C)                          | 6                                             | 8                                             | 9                                             | 10                                            | 11                                            | 12.5                                          | 15                                            | 15                                            | 17                                            | 12                                            | 9                                             | 9                                             | 6                                             |
| Precipitación total (mm)                      | 11                                            | 2                                             | 2                                             | 5                                             | 32                                            | 263                                           | 240                                           | 241                                           | 271                                           | 107                                           | 15                                            | 6                                             | 1195                                          |
| Días de precipitaciones (≥ 0.1 mm)            | 1.1                                           | 0.5                                           | 0.3                                           | 0.4                                           | 2.8                                           | 13.5                                          | 15                                            | 16.2                                          | 16.7                                          | 7.4                                           | 1.7                                           | 0.8                                           | 76.4                                          |
| Fuente: Weather                               |                                               |                                               |                                               |                                               |                                               |                                               |                                               |                                               |                                               |                                               |                                               |                                               |                                               |